# Lygisma inflexum
Lygisma inflexum är en oleanderväxtart som först beskrevs av Julien Noël Costantin, och fick sitt nu gällande namn av Kerr. Lygisma inflexum ingår i släktet Lygisma och familjen oleanderväxter. Inga underarter finns listade i Catalogue of Life.